# Welterbe in Griechenland
Zum Welterbe in Griechenland gehören (Stand 2025) 20 UNESCO-Welterbestätten, darunter 18 Stätten des Weltkulturerbes und zwei gemischte Kultur- und Naturerbestätten. Griechenland hat die Welterbekonvention 1981 ratifiziert, die erste Welterbestätte wurde 1986 in die Welterbeliste aufgenommen. Die bislang letzte Welterbestätte wurde 2025 eingetragen.

## Welterbestätten
Die folgende Tabelle listet die UNESCO-Welterbestätten in Griechenland in chronologischer Reihenfolge nach dem Jahr ihrer Aufnahme in die Welterbeliste (K – Kulturerbe, N – Naturerbe, K/N – gemischt, (G) – auf der Liste des gefährdeten Welterbes).
| Bild | Bezeichnung | Jahr | Typ | Ref. | Beschreibung |
| --- | --- | ---- | --- | ---- | --- |
| (weitere Bilder)                                                                                               | Apollontempel von Bassae (Lage)                                                                                | 1986 | K   | 392  | Der am zweitbesten erhaltene griechische Tempel des Mutterlandes (nach dem Hephaisteion in Athen) ist in einer Kulturlandschaft eingebettet. Er war dem Heilgott Apollon Epikourios geweiht. |
| (weitere Bilder)                                                                                               | Archäologische Stätte von Delphi (Lage)                                                                        | 1987 | K   | 393  | |
| (weitere Bilder)                                                                                               | Akropolis von Athen (Lage)                                                                                     | 1987 | K   | 404  | |
| Berg Athos | Berg Athos | 1988 | K/N | 454  | |
| Meteora | Meteora | 1988 | K/N | 455  | Meteora-Klöster |
| (weitere Bilder)                                                                                               | Frühchristliche und byzantinische Denkmäler von Thessaloniki                                                   | 1988 | K   | 456  | |
| Asklepios-Heiligtum bei Epidauros                                                                              | Asklepios-Heiligtum bei Epidauros                                                                              | 1988 | K   | 491  | Heilige Stätte und Quelle in der Antike, bis heute Standort des großen in den Hang gebauten Theaters |
| Rhodos, mittelalterliche Stadt                                                                                 | Rhodos, mittelalterliche Stadt                                                                                 | 1988 | K   | 493  | |
| Archäologische Stätte von Mystras                                                                              | Archäologische Stätte von Mystras                                                                              | 1989 | K   | 511  | Ehemals wichtige Stadt des Byzantinischen Reiches, nach Aufgabe der Stadt verfiel diese und ist heute als Ruinenstadt erhalten, zahlreiche Kirchen. |
| Archäologische Stätte von Olympia                                                                              | Archäologische Stätte von Olympia                                                                              | 1989 | K   | 517  | |
| Delos | Delos | 1990 | K   | 530  | In der Antike durch das dortige Apollonheiligtum eine heilige Stätte. Die unbewohnte Insel ist bis heute Mittelpunkt der Kykladen. |
| Klöster Daphni, Hosios Lukas und Nea Moni auf Chios                                                            | Klöster Daphni, Hosios Lukas und Nea Moni auf Chios                                                            | 1990 | K   | 537  | umfasst die Klöster Daphni bei Athen, Hosios Lukas bei Delphi und Nea Moni auf der Insel Chios |
| Pythagoreion und Heraion von Samos                                                                             | Pythagoreion und Heraion von Samos                                                                             | 1992 | K   | 595  | umfasst die Ruinen der antiken Stadt von Pythagorio und das Heraion auf der Insel Samos |
| Archäologische Stätte von Aigai (heutiges Vergina)                                                             | Archäologische Stätte von Aigai (heutiges Vergina)                                                             | 1996 | K   | 780  | |
| Archäologische Stätten von Mykene und Tiryns                                                                   | Archäologische Stätten von Mykene und Tiryns                                                                   | 1999 | K   | 941  | Die archäologischen Stätten von Mykene und Tiryns zeigen die eindrucksvollen Ruinen der zwei bedeutendsten Städte der Mykenischen Kultur der späten Bronzezeit. |
| Das historische Zentrum (Chorá) der Insel Patmos mit dem Kloster des Hl. Johannes und der Höhle der Apokalypse | Das historische Zentrum (Chorá) der Insel Patmos mit dem Kloster des Hl. Johannes und der Höhle der Apokalypse | 1999 | K   | 942  | |
| Altstadt von Korfu                                                                                             | Altstadt von Korfu                                                                                             | 2007 | K   | 978  | Vornehmlich klassizistisch geprägte Altstadt, seit Mitte der 1850er Jahre kaum bauliche Änderungen |
| Archäologische Stätte von Philippi                                                                             | Archäologische Stätte von Philippi                                                                             | 2016 | K   | 1517 | |
| Zagori-Kulturlandschaft                                                                                        | Zagori-Kulturlandschaft (Lage)                                                                                 | 2023 | K   | 1695 | Kulturlandschaft geprägt durch Steindörfer, die in ihrer Bauweise an die umgebende Gebirgslandschaft angepasst sind. Die Stätte wurde lediglich für seine kulturellen Aspekte zum Welterbe erklärt. |
| Minoische Palast-Zentren                                                                                       | Minoische Palast-Zentren (Lage)                                                                                | 2025 | K   | 1733 | Sechs Palastzentren der bronzezeitlichen minoischen Kultur auf Kreta. Die Zentren dienten unter anderem der Verwaltung und dem Handel und sind Zeugnis einer hochkomplexen Gesellschaft mit weitreichenden Handelskontakten. Umfasst die Palastzentren von Knossos, Phaistos, Malia, Zakros, Zominthos und Kydonia. Erfüllte Kriterien für Weltkulturerbe: ii., iii., iv., vi. |

## Tentativliste
In der Tentativliste sind die Stätten eingetragen, die für eine Nominierung zur Aufnahme in die Welterbeliste vorgesehen sind.

### Aktuelle Welterbekandidaten
Mit Stand 2025 sind zwölf Stätten in der Tentativliste von Griechenland eingetragen, die letzte Eintragung erfolgte 2014.
Die folgende Tabelle listet die Stätten in chronologischer Reihenfolge nach dem Jahr ihrer Aufnahme in die Tentativliste.
| Bild                                           | Bezeichnung                                      | Jahr | Typ | Ref. | Beschreibung                                                                                                |
| ---------------------------------------------- | ------------------------------------------------ | ---- | --- | ---- | --- |
| Spätmittelalterliche Festungen in Griechenland | Spätmittelalterliche Festungen in Griechenland   | 2014 | K   | 5855 | Korfu, Zakynthos, Koroni, Methoni, Bourtzi - Palamidi - Akronafplia, Heraklion, Chania, Rhodos und Mytilini |
| Dadia-Lefkimi-Soufli Nationalpark              | Dadia-Lefkimi-Soufli Nationalpark                | 2014 | N   | 5856 | |
| (weitere Bilder)                               | Antikes Laurion (Lage)                           | 2014 | K   | 5857 | |
| (weitere Bilder)                               | Versteinerter Wald von Lesbos                    | 2014 | K/N | 5858 | Versteinerter Wald zwischen Sigri und Antissa auf der Insel Lesbos                                          |
| Brunnen der Arsinoe (weitere Bilder)           | Archäologische Stätte des antiken Messene (Lage) | 2014 | K   | 5859 | |
| Nymphaeum (weitere Bilder)                     | Archäologische Stätte von Nikopolis (Lage)       | 2014 | K   | 5861 | |
| (weitere Bilder)                               | Region um den Olymp (Lage)                       | 2014 | K/N | 5862 | Stätte ist für 2026 nominiert.                                                                              |
| Die Region um den Prespasee                    | Die Region um den Prespasee                      | 2014 | K/N | 5864 | Prespasee und Kleiner Prespasee mit byzantinischen und post-byzantinischen Monumenten                       |
| Nationalpark Samaria-Schlucht                  | Nationalpark Samaria-Schlucht                    | 2014 | N   | 5865 | |
| Festung von Spinalonga                         | Festung von Spinalonga                           | 2014 | K   | 5866 | Festung auf der unbewohnten Insel Spinalonga                                                                |
| Turm von Agia Marina                           | Antike Türme des Ägäischen Meeres                | 2014 | K   | 5867 | |
| Antike griechische Theater                     | Antike griechische Theater                       | 2014 | K   | 5869 | umfasst das Dionysostheater in Athen und 14 weitere Theatergebäude der griechisch-römischen Antike.         |

### Ehemalige Welterbekandidaten
Diese Stätten standen früher auf der Tentativliste, wurden jedoch wieder zurückgezogen oder von der UNESCO abgelehnt. Stätten, die in anderen Einträgen auf der Tentativliste enthalten oder Bestandteile von Welterbestätten sind, werden hier nicht berücksichtigt.
| Bild                                        | Bezeichnung                                        | Jahr      | Typ | Ref. | Beschreibung |
| ------------------------------------------- | -------------------------------------------------- | --------- | --- | ---- | --- |
| Byzantinisches Naxos                        | Byzantinisches Naxos                               | 1984–1984 | K   |      | |
|                                             | Anavatos                                           | 1985–1996 | K   |      | Anavatos ist ein mittelalterliches Dorf auf der Insel Chios |
| Archaisches und Klassisches Thessaloniki    | Archaisches und Klassisches Thessaloniki           | 1985–1996 | K   |      | |
| Brücke und Kirchen von Arta                 | Brücke und Kirchen von Arta                        | 1985–1996 | K   |      | Die Brücke von Arta führt bei der Stadt Arta über den Arachthos. In der Stadt stehen mehrere byzantinische Kirchen. |
|                                             | Katakomben von Milos                               | 1985–1996 | K   |      | |
| Kirche von Merbaka                          | Kirche von Merbaka                                 | 1985–1996 | K   |      | |
| Akrokorinth                                 | Korinth, Akrokorinth und die Basilika von Lechaion | 1985–1996 | K   |      | umfasst die antike Stadt Korinth, ihre Akropolis Akrokorinth und die 450 n. Chr. errichtete Basilika ihres Hafenorts Lechaion |
| (weitere Bilder)                            | Dodona (Lage)                                      | 1985–1996 | K   |      | |
| (weitere Bilder)                            | Eleusis (Lage)                                     | 1985–1996 | K   |      | |
| Ermoupoli                                   | Ano Syros und klassizistische Stadt Ermoupoli      | 1985–1996 | K   |      | umfasst die benachbarten Städte Ano Syros und Ermoupoli auf der Kykladen-Insel Syros |
| (weitere Bilder)                            | Hydra (Lage)                                       | 1985–1996 | K   |      | |
|                                             | Lindos, Rhodos                                     | 1985–1996 | K   |      | um das 11. Jahrhundert v. Chr. von Dorern an der Ostküste der Insel Rhodos gegründeter Ort |
| Minoische Friedhöfe von Armeni, Rethymno    | Minoische Friedhöfe von Armeni, Rethymno           | 1985–1996 | K   |      | Friedhöfe aus spätminoischer Zeit in Armeni, einem Ort im Regionalbezirk Rethymno auf der Insel Kreta. |
| Monemvasia                                  | Monemvasia                                         | 1985–1996 | K   |      | |
| Mykonos                                     | Mykonos                                            | 1985–1996 | K   |      | |
| Nafplio                                     | Nafplio                                            | 1985–1996 | K   |      | |
| Neolithische Akropoli von Sesklo und Dimini | Neolithische Akropoli von Sesklo und Dimini        | 1985–1996 | K   |      | Archäologische Statten der jungsteinzeitlichen Siedlungen Sesklo und Dimini |
| Athen                                       | Athen                                              | 1985–1996 | K   |      | Athen war unter mehreren Rubriken auf der ursprünglich nach Zeitepochen gegliederten Tentativliste aufgeführt: archaische und klassische Epoche, hellenistische Epoche, römische und frühchristliche Epoche, byzantinische und nach-byzantinische Epoche, zeitgenössische Epoche (hier besonders das klassizistische Zentrum) |
| Santorin (Oia, Phira)                       | Santorin (Oia, Phira)                              | 1985–1996 | K   |      | |
| Akrotiri auf Santorin                       | Akrotiri auf Santorin                              | 1989–2003 | K   | 525  | |
| Nationalpark Zagorochoria-Nordpindus        | Nationalpark Zagorochoria-Nordpindus (Lage)        | 2014–2023 | N   | 5868 | Der Nationalpark wurde lediglich für seine kulturellen Aspekte zum Welterbe erklärt. |